# Ledce (district de Brno-Campagne)
Pour les articles homonymes, voir Ledce.
Ledce (en allemand : Laatz) est une commune du district de Brno-Campagne, dans la région de Moravie-du-Sud, en République tchèque. Sa population s'élevait à 214 habitants en 2020.

## Géographie
Ledce se trouve à 6 km au sud-ouest de Rajhrad, à 17 km au sud-sud-ouest de Brno et à 191 km au sud-est de Prague.
La commune est limitée par Sobotovice au nord, par Vojkovice au nord-est, Hrušovany u Brna à l'est, par Medlov au sud et à l'ouest.

## Histoire
La première mention écrite de la localité date de 1351.